# Bella Sky
AC Hotel Bella Sky Copenhagen, tidigare Bella Sky Comwell Hotel, är ett fyrstjärnigt hotell vid mäss- och kongresscentret Bella Center i Ørestad på Amager i Köpenhamn i Danmark. Hotellet ritades av arkitektfirman 3XN och invigdes 16 maj 2011. Med 814 rum var det 2013 det Nordens näst största hotell, efter Hotel Gothia Towers i Göteborg. Det har 23 våningar och är 75 meter högt. Hotellet gick den 15 december 2014 upp i AC Hotels-divisionen av Marriott International.

## Arkitektur
Hotellet är ritat av 3XN och består av två torn som når 76,5 meter upp med en lutning på 15 grader i motsatta riktningar. Höjden bestämdes av restriktioner på grund av närheten till Köpenhamns flygplats, och lutningsdesignen valdes för att optimera utsikten.
Ramboll var rådgivande ingenjör för strukturer, avlopp och markarbeten. Alla beräkningar och ritningar som Ramboll använde i projektet hämtades från en 3D-modell. Beräkningsprogrammet ROBOT användes tillsammans med designprogrammet TEKLA.

## Faciliteter
Hotellet har fem restauranger, 30 mötesrum och en 850 kvadratmeter stor wellnessavdelning. Den 17:e våningen är speciellt utformad för kvinnor, men välkomnar även män. Bella Sky Bar är en skybar som ligger på 23:e våningen.

## Galleri

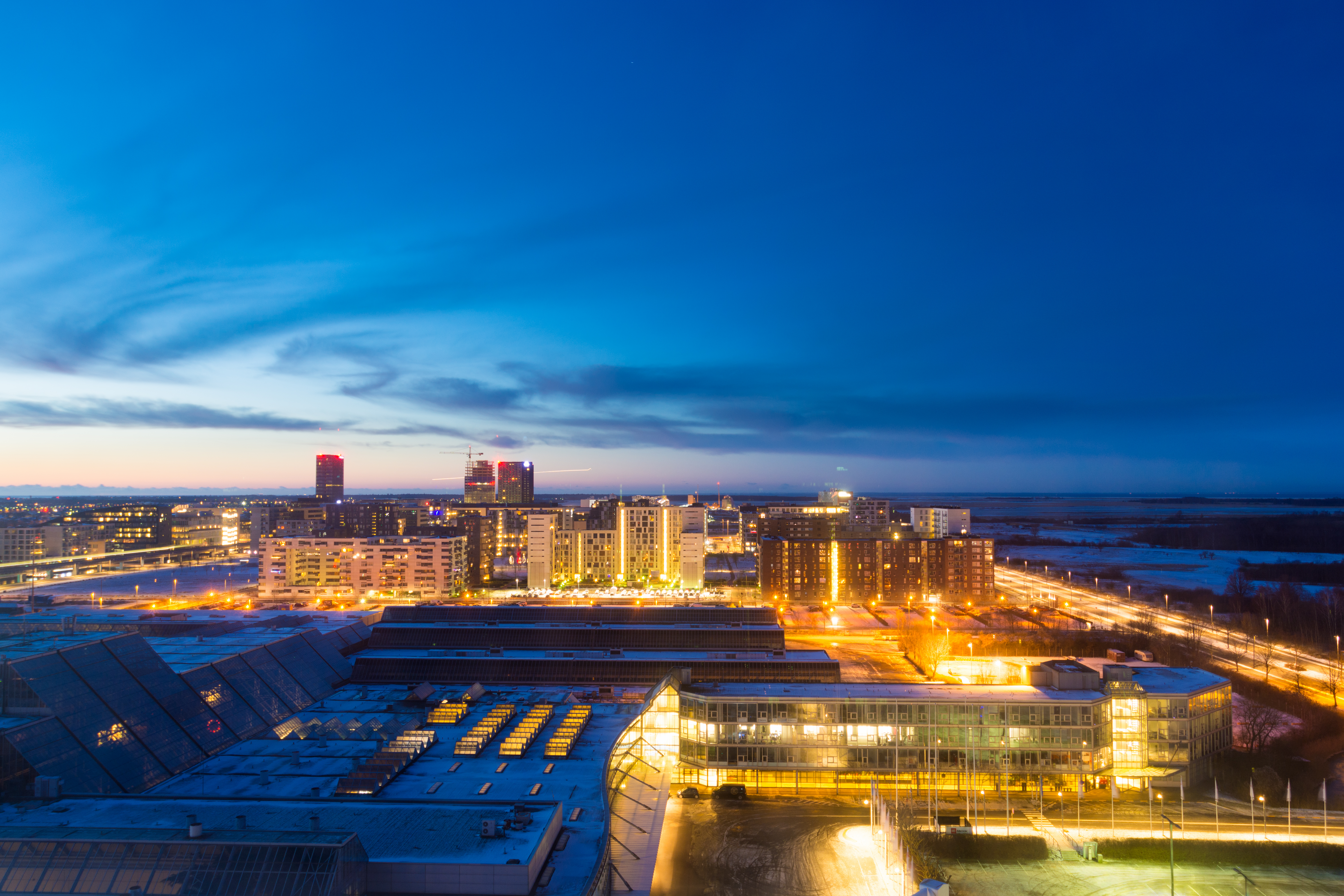
Utsikt mot sydväst från Bella Sky Hotel.
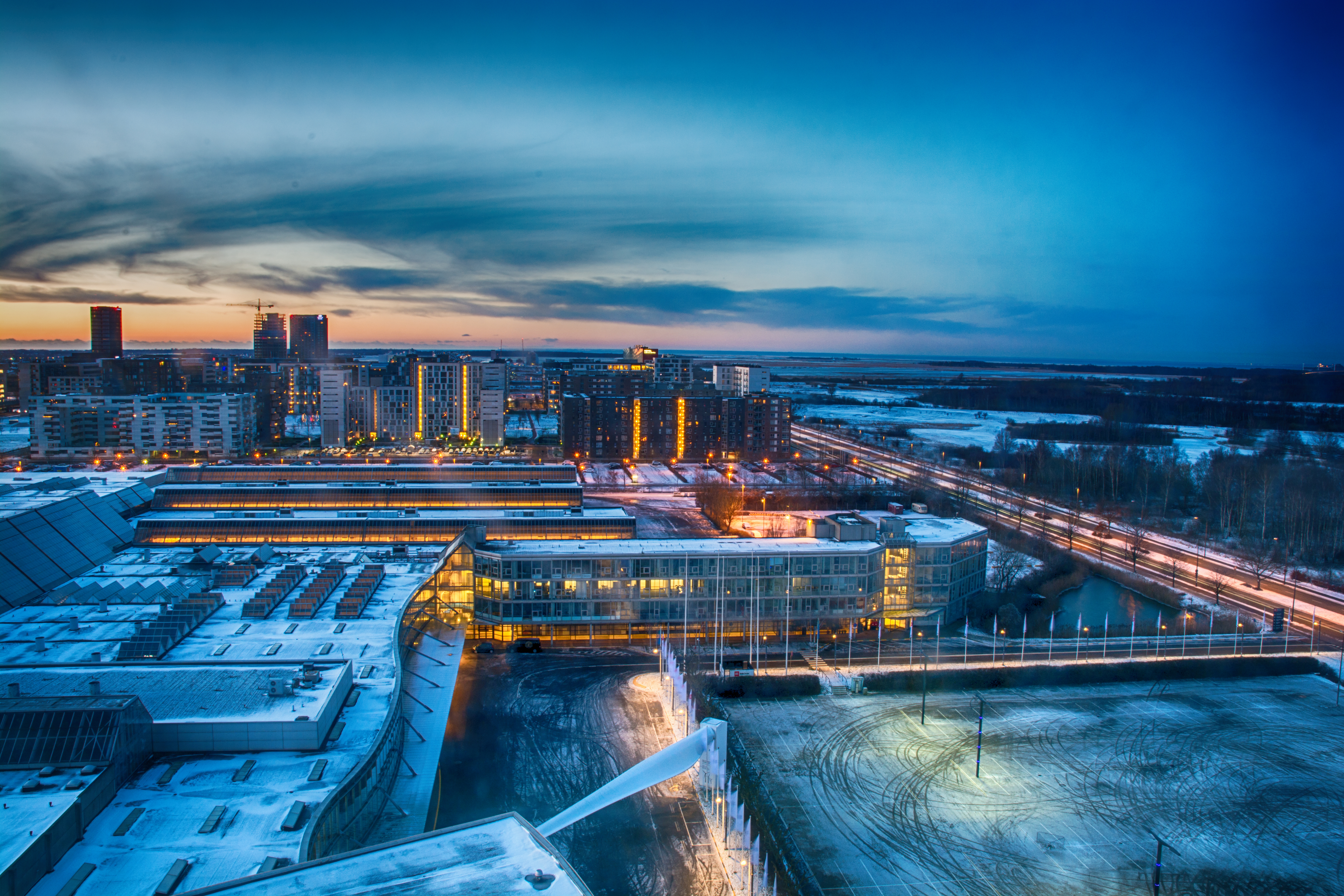
Utsikt mot sydväst från Bella Sky Hotel.
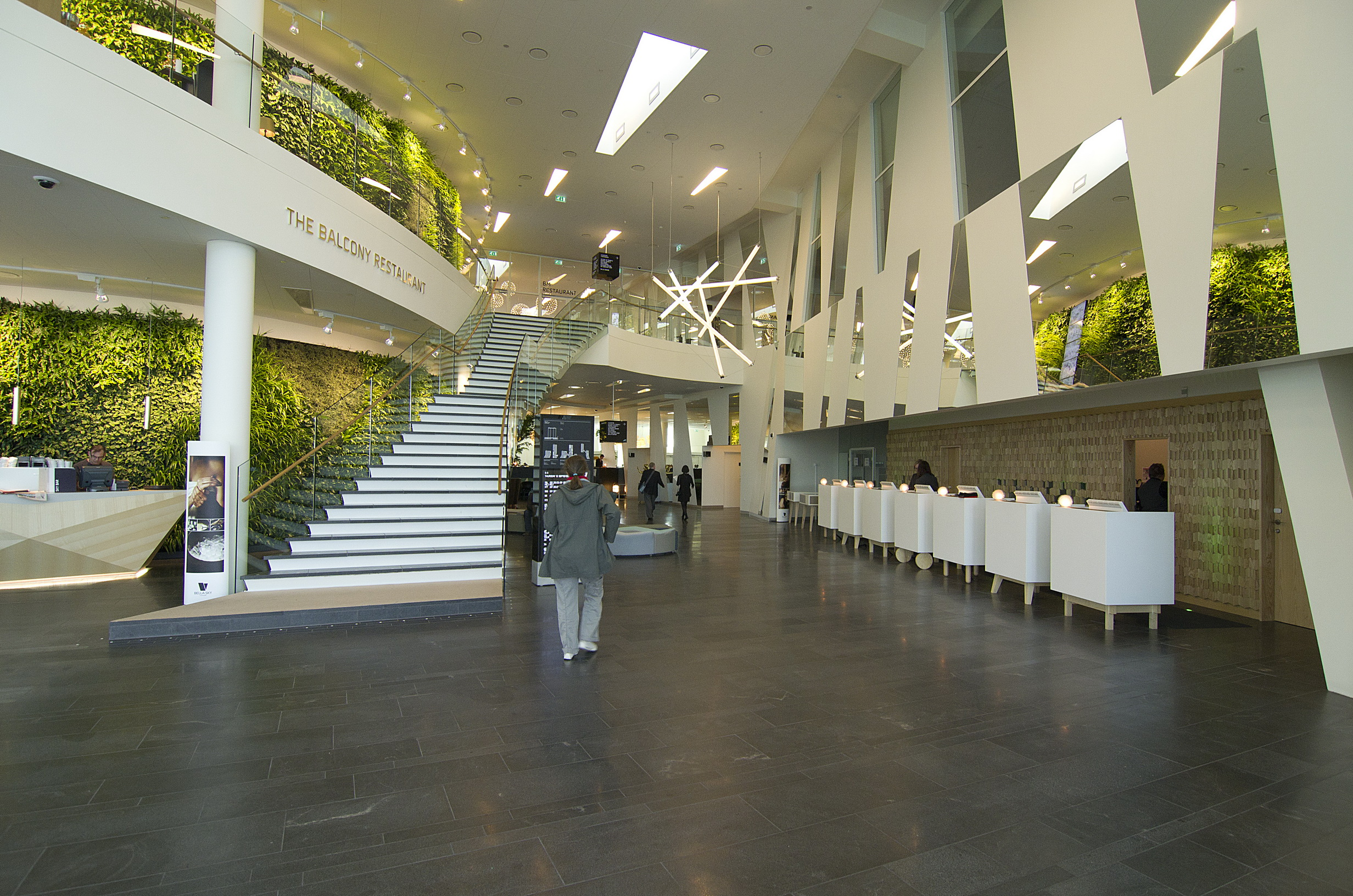
Lobbyn